# Єсенейсола
Єсенейсо́ла (рос. Есенейсола, марій. Эсенейсола) — присілок у складі Медведевського району Марій Ел, Росія. Входить до складу Кузнецовського сільського поселення.
Стара назва — Єсінейсола.

## Населення
Населення — 75 осіб (2010; 63 у 2002).
Національний склад (станом на 2002 рік):
- лучні марійці — 79 %